# A-Liga
A-Liga (tiligere Gjensidige Kvindeliga) er en dansk, professionel fodboldliga og den øverste række i Danmarksturneringen i kvindefodbold.
Det første Danmarksmesterskab for kvinder blev spillet i 1973, efter kvindefodbold blev optaget i DBU i 1972. Rækken blev introduceret som Elitedivisionen i 1994 og har sidenhen haft flere forskellige navne grundet skift i sponsorer. Siden 2019/2020 sæsonen har rækken heddet Gjensidige Kvindeligaen efter at forsikringsselskabet Gjensidige Forsikring blev hoved- og navnesponsor for den danske Kvindeliga. I Februar 2025 meddelte Gjensidige, at de stopper sponsoratet når den igangværende sæson slutter i sommeren 2025. Begundelsen er, at "Vi har forskellige forventninger til et fremtidigt samarbejde, og derfor vælger vi at gå hver til sit, når partnerskabet udløber til sommer". 
Kvindeligaens grundspil består af otte hold og 14 spillerunder, hvor samtlige klubber mødes på henholdsvis ude- og hjemmebane. Efter grundspillet, kvalificeres de seks bedst placerede klubber sig til slutspillet. De to nederst rangerede klubber spiller kvalifikationspil mod 1. divisionens fire bedste hold om de to resterende pladser til kvindeligaens næste sæson.
Der uddeles medaljer til de tre bedste hold, mens 1. og 2. pladsen får mulighed for at kvalificere sig til Champions League. 
I marts 2021 blev det annonceret at Kvindeligaen havde indgået en tv-aftale med mediefirmaet Nent Group (nu Viaplay Group), der tilbyder streaming og TV af kampene i Kvindeligaen. én ugentlig kamp vises på Viaplay Groups tv-kanaler, mens de resterende udarbejdes som tv-produktioner, der kan streames direkte på VIAPLAY. Efter kun to sæsoner droppede Viaplay at forlænge aftalen, da der ikke var økonomi i den.
Op til sæsonen 2025/26 skiftede ligaen navn til A Liga.

## Holdene i 2025-26-sæsonen
- AGF
- Brøndby IF
- FC Midtjylland
- FC Nordsjælland
- Fortuna Hjørring
- HB Køge
- Kolding IF
- OB Q

## Danmarksmestre
Vindere af Elitedivisionen siden det første mesterskab i 1973:
- 1973:  Ribe BK
- 1974:  Ribe BK
- 1975:  BK Femina
- 1976:  Ribe BK
- 1977:  BK Femina
- 1978:  Ribe BK
- 1979:  Ribe BK
- 1980:  BK Femina
- 1981:  B 1909
- 1982:  HEI Århus
- 1983:  B 1909
- 1984:  HEI Århus
- 1985:  B 1909
- 1986:  HEI Århus
- 1987:  HEI Århus
- 1988:  HEI Århus
- 1989:  HEI Århus
- 1990:  HEI Århus
- 1991:  HEI Århus
- 1992:  B 1909
- 1993:  B 1909
- 1994:  Fortuna Hjørring
- 1995:  Fortuna Hjørring
- 1996:  Fortuna Hjørring
- 1997:  HEI Århus
- 1998:  HEI Århus
- 1999:  Fortuna Hjørring
- 2000:  Odense BK
- 2001:  Odense BK
- 2002:  Fortuna Hjørring
- 2003:  Brøndby IF
- 2004:  Brøndby IF
- 2005:  Brøndby IF
- 2006:  Brøndby IF
- 2007:  Brøndby IF
- 2008:  Brøndby IF
- 2009:  Fortuna Hjørring
- 2010:  Fortuna Hjørring
- 2011:  Brøndby IF
- 2012:  Brøndby IF
- 2013: Brøndby IF
- 2014: Fortuna Hjørring
- 2015: Brøndby IF
- 2016: Fortuna Hjørring
- 2017: Brøndby IF
- 2018: Fortuna Hjørring
- 2019: Brøndby IF
- 2020: Fortuna Hjørring
- 2021: HB Køge
- 2022: HB Køge
- 2023: HB Køge
- 2024: FC Nordsjælland
- 2025: Fortuna Hjørring

## Antal vundne danmarksmesterskaber[6]
- Brøndby IF har vundet 12 mesterskaber
- Fortuna Hjørring har vundet 11 mesterskaber
- HEI Aarhus har vundet 10 mesterskaber
- B1909 har vundet 5 mesterskaber
- Ribe BK har vundet 5 mesterskaber
- HB Køge har vundet 3 mesterskaber
- Femina har vundet 3 mesterskaber
- OB har vundet 2 mesterskaber
- FC Nordsjælland har vundet 1 mesterskab